# توماس بوين (سياسي)
توماس بوين هو سياسي أمريكي، ولد في 1 مايو 1808، وتوفي في 20 أكتوبر 1883.